# Zaplatil
Zaplatil je priimek več znanih Slovencev:
- Boris Zaplatil (*1957), slikar, grafik, oblikovlec
- Igor Zaplatil, fotograf
- Marjan Zaplatil (1933 - 2001), fotograf, fotoreporter
- Marko Zaplatil, fotograf